# Ezra Orion

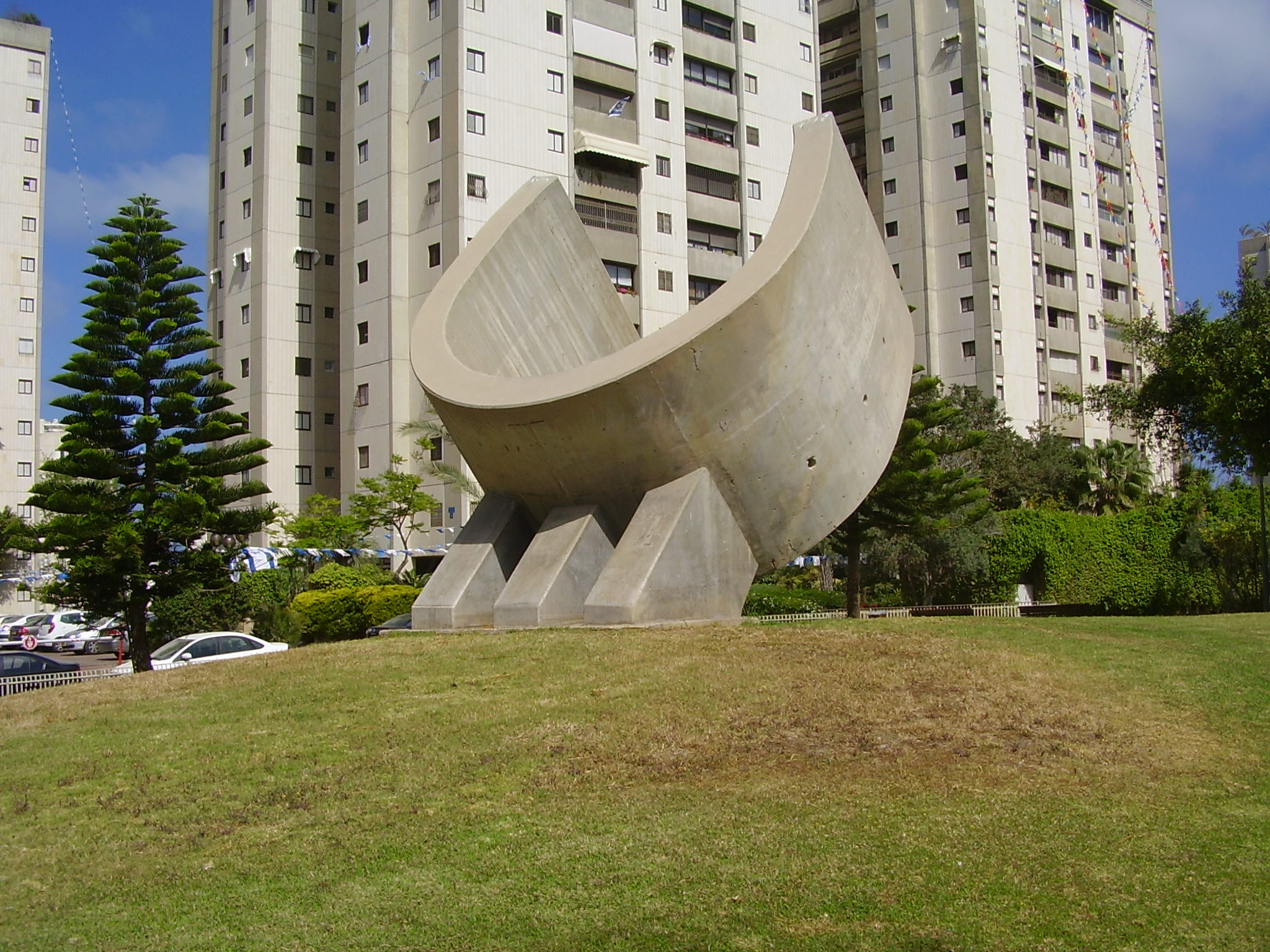
Camp de potència inclinat per Ezra Orion, Ramat Aviv

Ezra Orion   (Beit Alfa, 16 d'agost de 1934 - 18 d'octubre de 2015) va ser un escultor israelià.

## Biografia
Ezra Orion va néixer al kibutz Beit Alfa. La família es va traslladar al kibutz Ramat Yohanan quan tenia cinc anys. El 1952, va anar a l'Acadèmia d'Art i Disseny de Bezalel a Jerusalem, però va marxar després d'un any d'estudis per allistar-se a les Forces de Defensa d'Israel. Del 1964 al 1967, va assistir al Central Saint Martins College of Art and Design i al Royal College of Art de Londres.
Orion va viure i treballar al Midreshet Ben-Gurion a Sde Boker. Orion descriu les seves estructures geològiques com a "llançadores" per a la ment. A finals dels vuitanta, va executar una "Escultura Intergalàctica" enviant un feix làser a la Via Làctia sota els auspicis de l'Agència Espacial Israeliana i el Museu d'Israel.

## Bibliografia

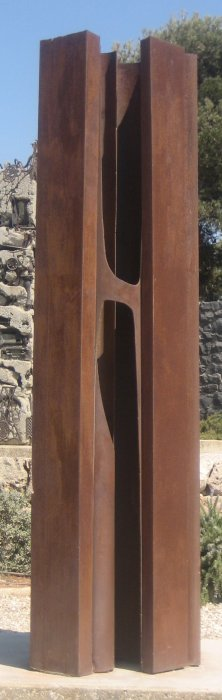
Escultura de ferro d'Ezra Orion, 1966, Museu d'Israel, Jerusalem, Israel